# Doddahonnur, Piriyapatna
Doddahonnur là một làng thuộc tehsil Piriyapatna, huyện Mysore, bang Karnataka, Ấn Độ.